# Lokaal Belang Oude IJsselstreek

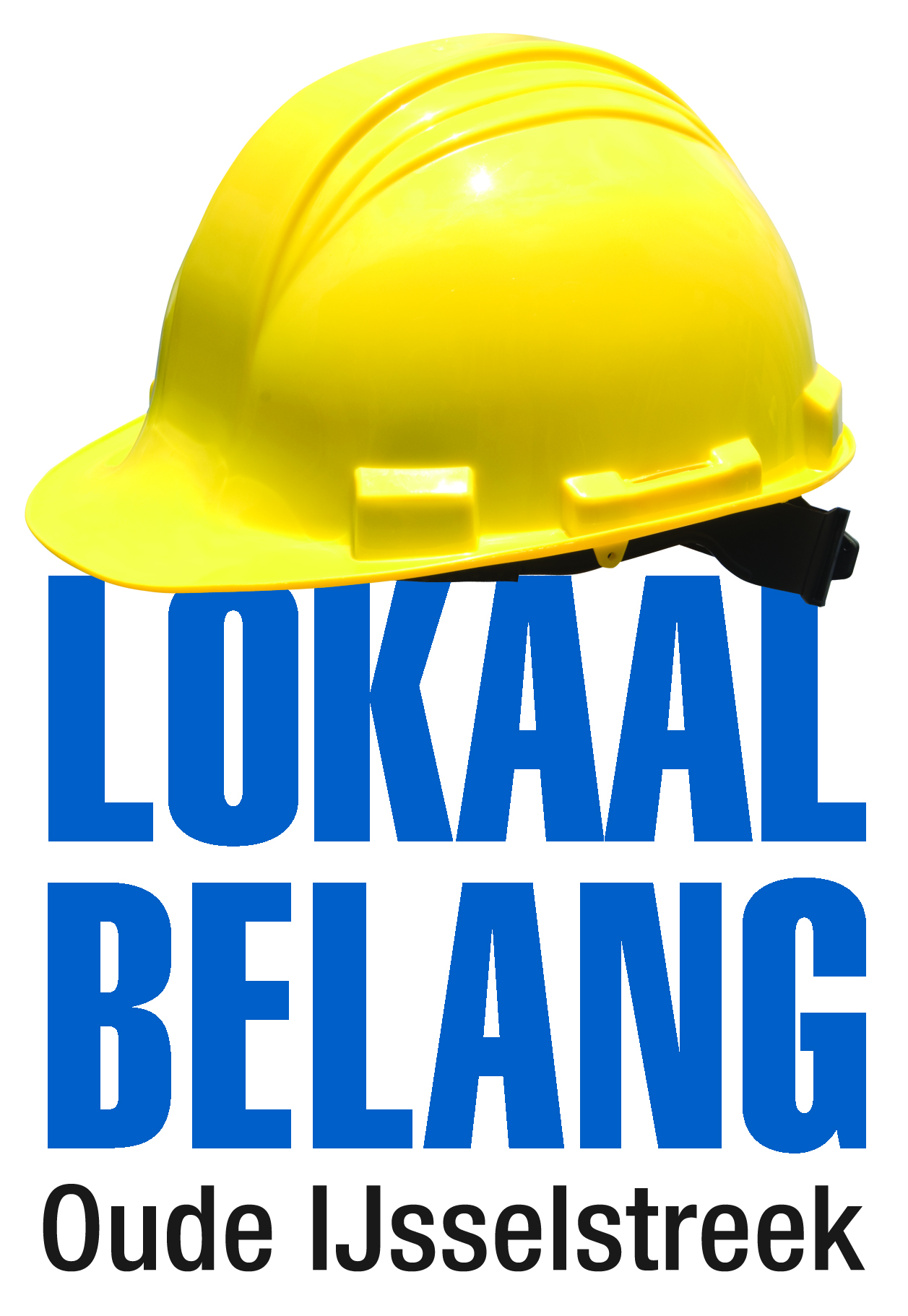
Het logo van Lokaal Belang Oude IJsselstreek

Lokaal Belang Oude IJsselstreek (vaak afgekort tot Lokaal Belang) is een lokale politieke partij in de Nederlandse gemeente Oude IJsselstreek (provincie Gelderland). De partij is uitsluitend actief in deze gemeente en heeft geen binding met een provinciale of landelijke partij. Lokaal Belang kenmerkt zich vooral door lokale en regionale thema's. 

## Geschiedenis
De partij is op 26 juni 2003 in de aanloop naar de gemeentelijke herindeling onder de naam Lokaal Belang GVS opgericht door het samengaan van drie bestaande lokale partijen: Vrije Lijst Gendringen, Silvolde 2000 en Gemeentebelangen Wisch. Beoogd doel was om één grote lokale partij te vormen als tegenhanger van de in de gemeenteraad vertegenwoordigde landelijke partijen. 

### Verkiezingen 2005
Herindelingsverkiezingen op 17 november 2004 in verband met een fusie van gemeente Gendringen en gemeente Wisch.
Dit waren de eerste verkiezingen waar Lokaal Belang aan deelnam. De 8 zetels resulteerden in deelname aan de coalitie, samen met PvdA en VVD. Lokaal Belang GVS leverde twee wethouders.

### Verkiezingen 2010
Bij de gemeenteraadsverkiezingen van 2010 kreeg Lokaal Belang 10 van de 27 zetels. De coalitie met PvdA en VVD werd voortgezet. Lokaal Belang GVS leverde opnieuw twee wethouders.

### Verkiezingen 2014
Bij de verkiezingen van 2014 behaalde de partij 8 van de 25 raadszetels. Samen met het CDA werd een coalitie gevormd. Dit bleek echter geen succes want in maart 2015 werd het college (met daarin 2 wethouders van Lokaal Belang GVS) naar huis gestuurd.
Na een lange (in)formatieperiode trad in november 2015 een nieuw college aan bestaande uit coalitiepartners CDA, VVD en LB. Opnieuw leverde Lokaal Belang twee wethouders.

### Verkiezingen 2018
Lokaal Belang werd bij de gemeenteraadsverkiezingen van 2018 weer de grootste partij met 10 van de 25 raadszetels. Ook deze keer werd samen met CDA een coalitie gevormd. Lokaal Belang levert drie wethouders, het CDA twee.

### Verkiezingen 2022
Bij de gemeenteraadsverkiezingen van 2022 werd Lokaal Belang opnieuw de grootste partij, met wederom 10 van de 25 raadszetels. Er werd samen met CDA en PvdA een college gevormd. Lokaal Belang levert drie wethouders, het CDA en de PvdA elk een. Vlak na de verkiezingen maakte een raadslid de overstap naar een andere partij, waardoor Lokaal Belang met 9 zetels vertegenwoordigd is.